# Нейротрофин

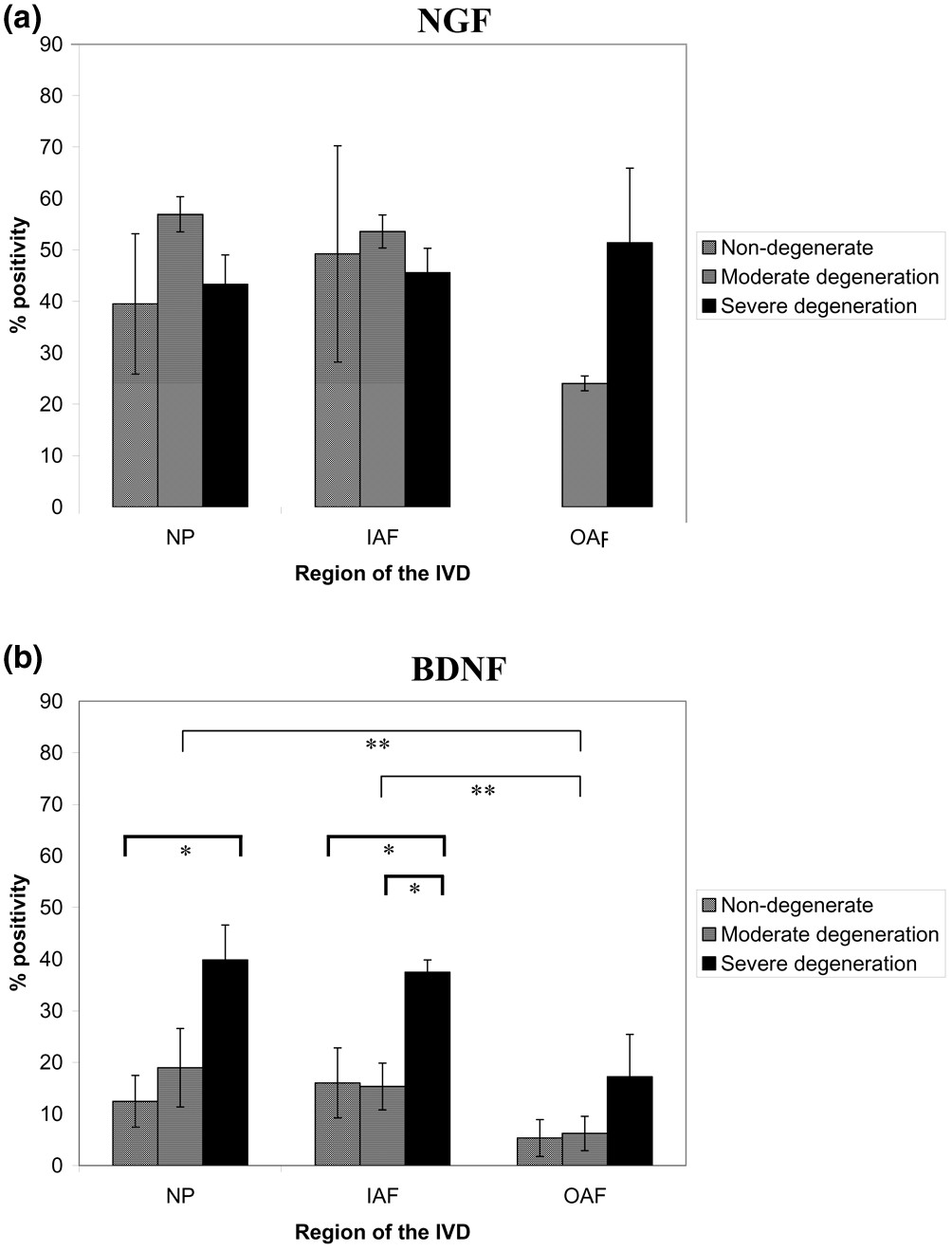
Повышенная экспрессия нейротрофинов NGF и BDNF при деградации межпозвоночного диска. Purmessur et al., 2008.

Нейротрофины — общее название секретируемых белков, поддерживающих жизнеспособность нейронов, стимулирующих их развитие и активность. Эти белки, в свою очередь, входят в обширное семейство факторов роста. Их выделяют за особую роль в воздействии на нейроны, но они экспрессируются также и в других тканях и органах, равно как и другие факторы роста, не называемые нейротрофинами, оказывают некоторое влияние в том числе и на нейроны.

## Значение в медицине
Нейротрофины могут играть важную роль в воспалительных процессах, в частности, при артрите.
Нейротрофин-3, стимулирующий развитие и функцию нервной системы, изучался в качестве средства для лечения запоров. В рандомизированном, двойном слепом, плацебо контролируемом исследовании II фазы подкожное введение нейротрофина-3 три раза в неделю значительно увеличивало частоту спонтанных полных опорожнений кишечника и усиливало действие других средств для лечения запоров.